# Palacio del cardenal Diego de Espinosa
El palacio del cardenal Diego de Espinosa está situado en la localidad de Martín Muñoz de las Posadas (provincia de Segovia, España).

## Historia
Se mandó construir para el cardenal Diego de Espinosa, Obispo de Sigüenza, al que el rey Felipe II tenía en tal aprecio y consideración que en 1569 mandó comprar para Espinosa algún lugar para establecer su casa con el título de marqués (a expensas del propio rey). El cardenal Espinosa no aceptó ni la compra ni el título, pero a cambio hizo una petición que le fue concedida: el establecimiento de una feria franca en la villa de Martín Muñoz de las Posadas. En cuanto a la casa ofrecida, su contestación fue que le parecía muy mal, que ministros ejemplares edificasen palacios, que ponían en escrúpulo a todos los que pasaban y se daba lugar a los discursos libres de la corte. Pero como el rey insistiera, aceptó construir un palacio modesto a condición de poner en la fachada el escudo real, para demostrar así que el edificio era levantado por mandato de Felipe II. Este edificio se conserva aún en la plaza Mayor de la villa y sirve como Instituto de enseñanza.
Fue diseñado por el arquitecto Juan Bautista de Toledo, quien también comenzó las obras de los llamados «palacios Austria», iniciándose su construcción en 1569. Juan Bautista de Toledo muere y la obra la continua Gaspar de Vega, finalizándose en el año 1572.
El Palacio perteneció a la familia Mata hasta el año 1931. 

## Descripción

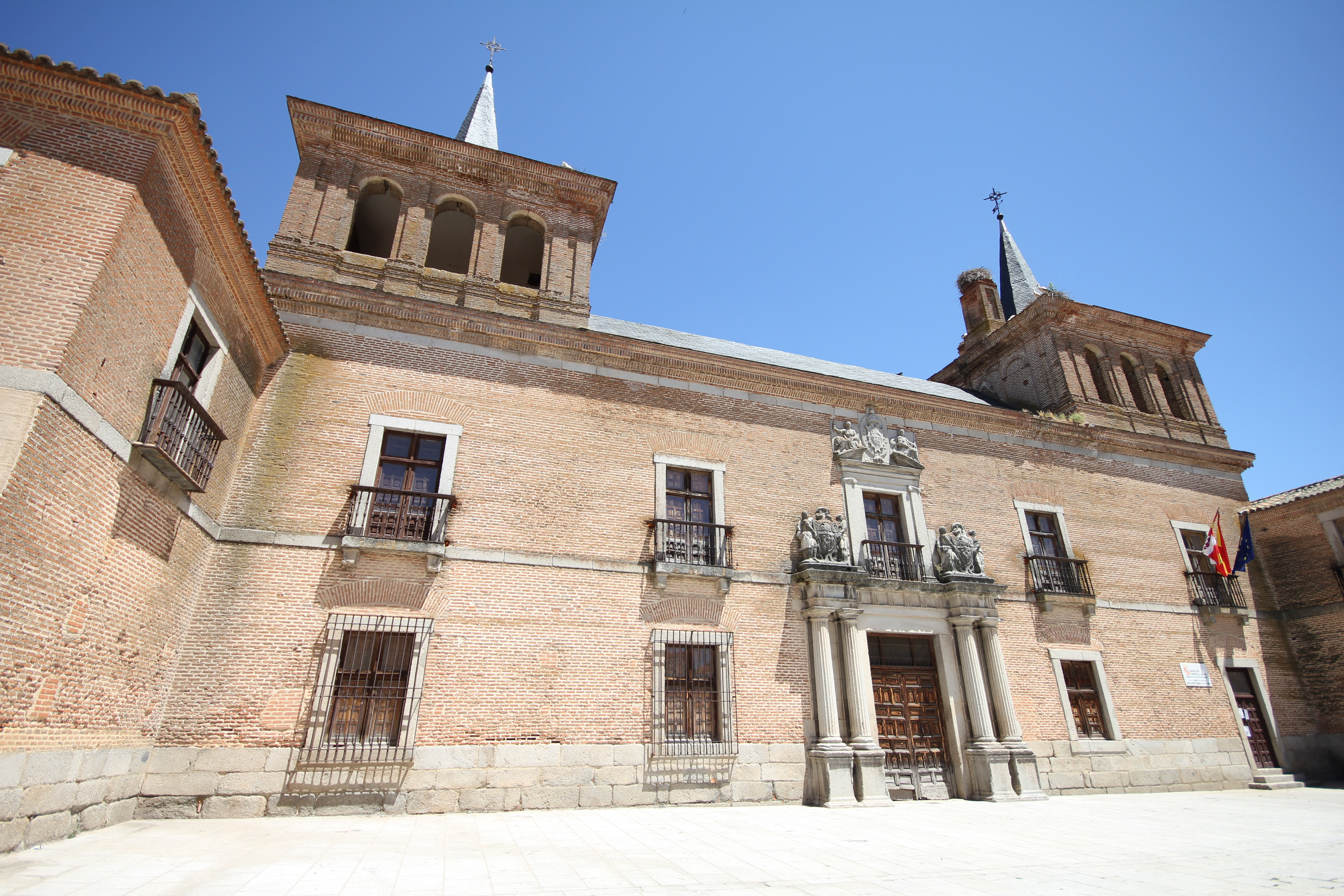
Fachada del palacio.

Es de planta rectangular; tiene un patio interior cuadrado con distintas dependencias en su entorno, con dos pisos; el piso inferior tiene una galería con arcos de medio punto y columnas toscanas y el de arriba es adintelado sobre columnas jónicas con zapatas. La escalera de piedra es muy elegante y está situada en un lateral. 

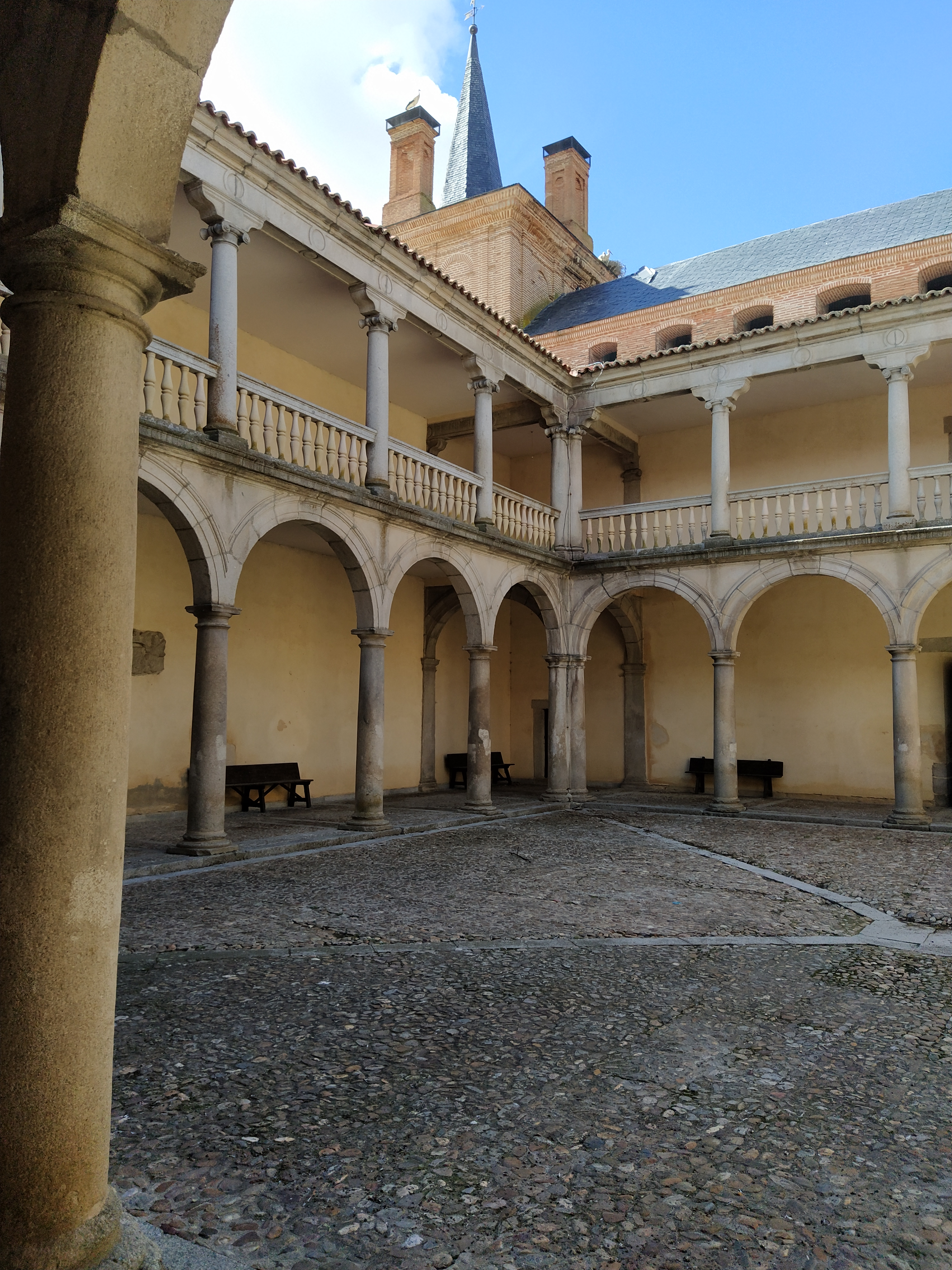
Interior del palacio.

La fachada es de ladrillo con un zócalo (cuerpo inferior de la pared) de piedra de sillería (piedras labradas, con forma de rectángulo). A cada lado tiene una torre con sus chapiteles de pizarra. La portada es de granito y está colocada en el centro de la fachada, aunque ese centro no corresponde con el del patio del interior, según costumbre de estas construcciones. Está adornada con dobles columnas toscanas estriadas. El entablamento lleva metopas y triglifos. Por encima corre un gran balcón flanqueado por pilastras jónicas y rematado por un frontón partido y como adorno, las armas reales entre la Fe y la Justicia. A los lados en segundo lugar en importancia pueden verse las armas del cardenal portadas por unas matronas.